# Stanislav Kulinčenko
Stanislav Vladimirovič Kulinčenko (rusko Станислав Владимирович Кулинченко), ruski rokometaš, * 19. april 1971.
Leta 2000 je na poletnih olimpijskih igrah v Sydneyju v sestavi ruske reprezentance osvojil zlato olimpijsko medaljo.